# ليونارد هويل
ليونارد هويل (بالإنجليزية: Leonard Howell)‏ هو لاعب كريكت ولاعب كرة قدم بريطاني (وحمل سابقاً جنسية المملكة المتحدة لبريطانيا العظمى وأيرلندا) في مركز الدفاع، ولد في 6 أغسطس 1848 في إنجلترا في المملكة المتحدة، وتوفي في 7 سبتمبر 1895 في لوزان في سويسرا. شارك مع منتخب إنجلترا لكرة القدم. أما مع النوادي، فقد لعب مع Wanderers F.C. ‏.

## وصلات خارجية
- ليونارد هويل على موقع قاعدة بيانات كرة القدم.إي يو (الإنجليزية)
- ليونارد هويل على موقع ناشيونال فوتبول تيمز (الإنجليزية)